# 阿弗里坎
阿弗里坎（西班牙語：Cabricán），是危地馬拉的城鎮，位於該國西部，由克薩爾特南戈省負責管轄，面積60平方公里，海拔高度2,445米，2002年人口19,281，人口密度每平方公里321.35人。